# Platanthera bakeriana
Platanthera bakeriana är en orkidéart som först beskrevs av George King och Robert Pantling, och fick sitt nu gällande namn av Friedrich Fritz Wilhelm Ludwig Kraenzlin. Platanthera bakeriana ingår i släktet nattvioler, och familjen orkidéer. Inga underarter finns listade i Catalogue of Life.